# Picunche
Picunche, jedna od triju glavni grana Araukanaca nastanjeni u Čileu sjeverno od rijeke Bío-Bío. Njihovo ime označava 'ljude sa sjevera', i predstavljaju najsjeverniju granu Araukanaca, čiji se teritorij protezao nešto južnije od 30º pa na jug do Santiaga. Do dolaska Španjolaca Pikunči su pod utjecajem sjevernih susjeda Inka. Na njihovom području španjolski konkvistador Pedro de Valdivia utemeljit će 1541. grad Santiago del Nuevo Extremo. Dolaskom pod španjolsku vlast bit će asimilirani u ruralnu populaciju do kraja 17. stoljeća. 
Pikunči su bili agrikulturan narod koji je sadio kulture tipične tom kraju, a uzgajali su i guanake od kojih su dobivali vunu i meso. Kuće su im bile napravljene od blata i totore čineći sela do 300 stanovnika. 

## Vanjske poveznice
- Picunches  Arhivirana inačica izvorne stranice od 19. kolovoza 2007. (Wayback Machine)